# توران (شهر)
توران (زبان روسی:Тура́н) نام شهری در جمهوری تووا روسیه است.این شهر در ۷۰ کیلومتری شمال غرب شهر کیزیل (که پایتخت تووا است) واقع شده است.این شهر در سال ۱۸۸۵ و توسط مهاجران روس که از سیبری آمده بودند ایجاد شد.جمعیت این شهر طبق آمارگیری سال ۲۰۰۲ ،۵۵۹۸ نفر بوده است.